# Jüdischer Friedhof (Würzburg)

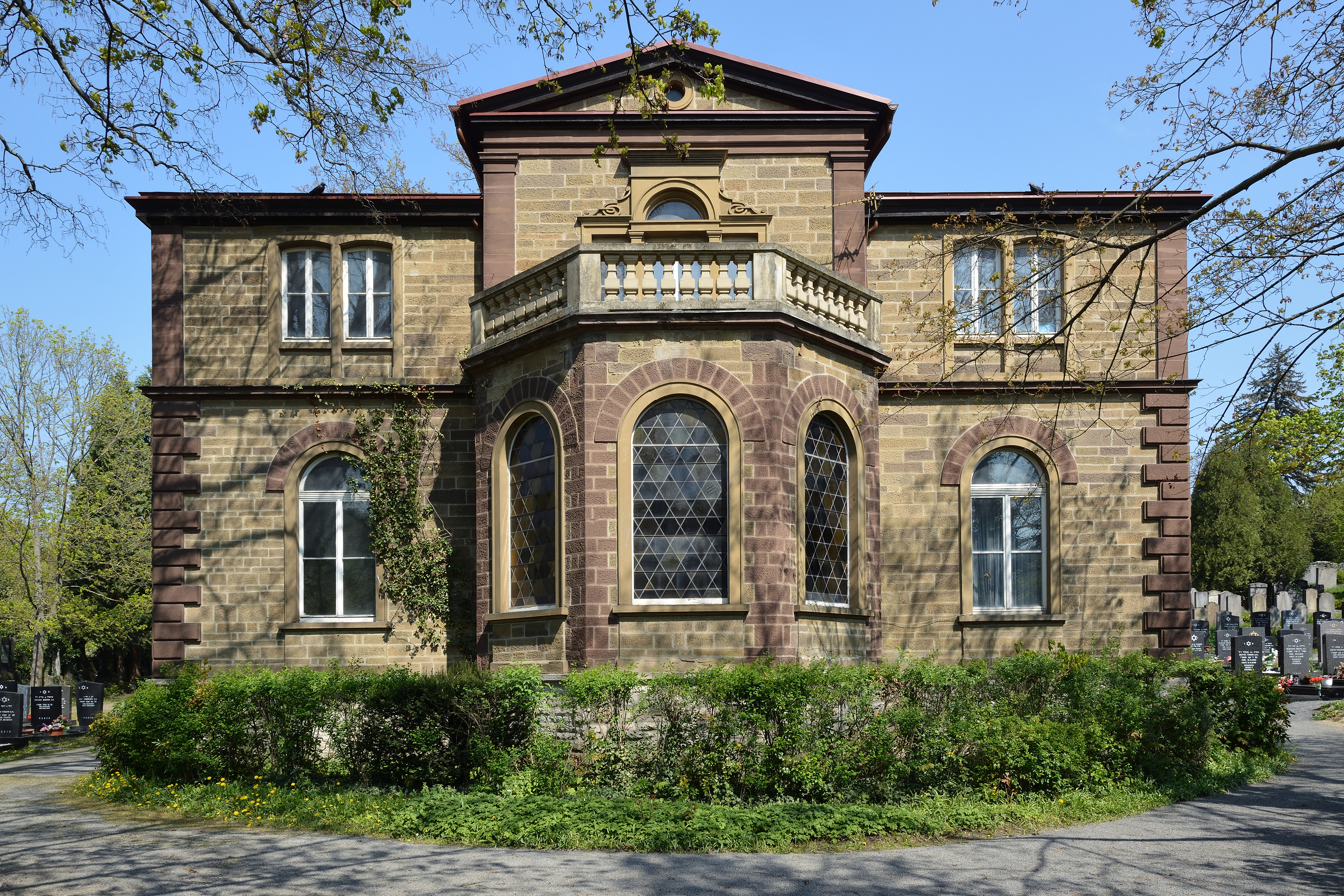
Friedhofshaus

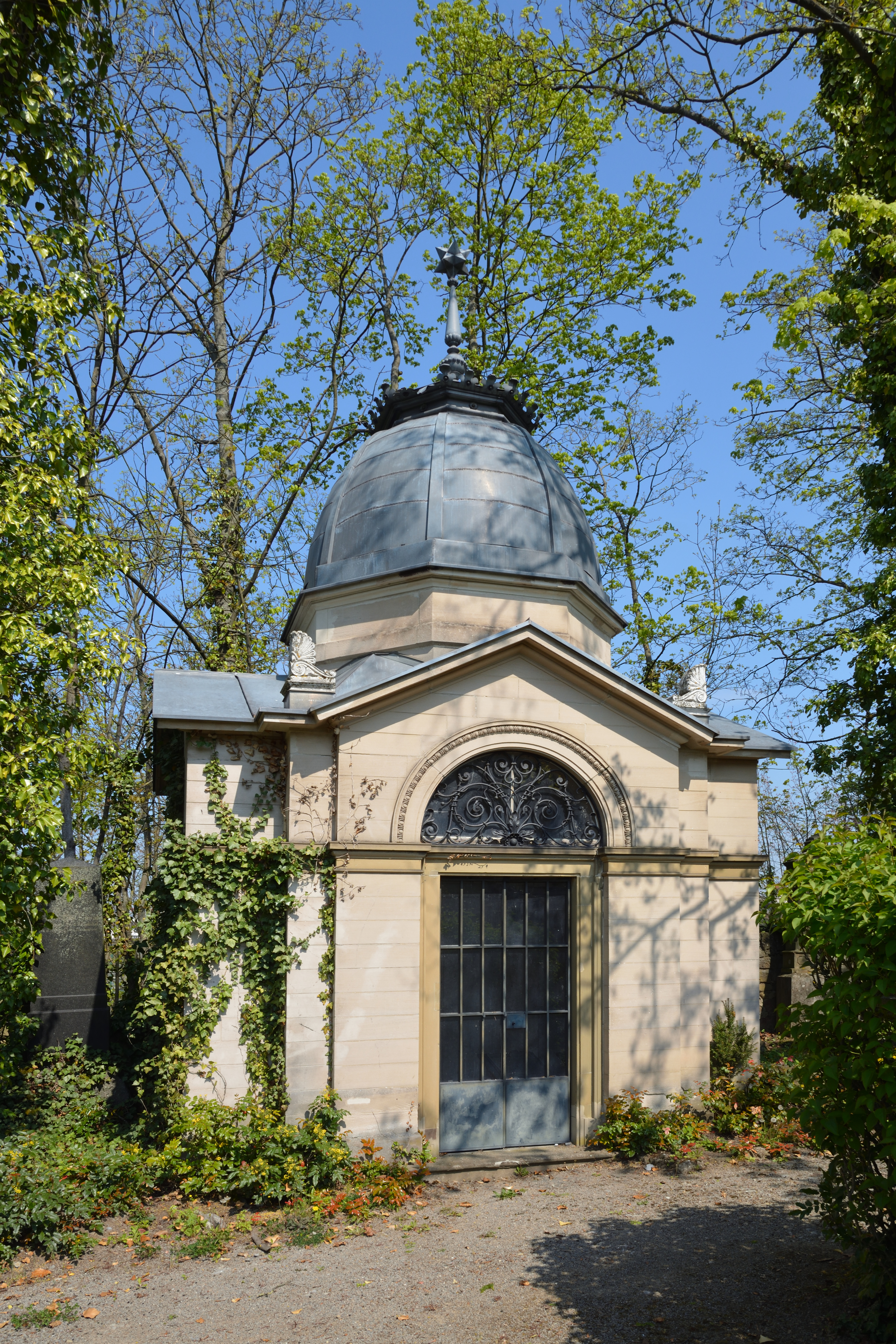
Mausoleum der Familie von Hirsch

Der Jüdische Friedhof Würzburg (auch: Jüdischer Friedhof Lengfeld oder amtlich Israelitischer Friedhof) ist ein geschütztes Denkmal im Stadtbezirk Grombühl im ehemals vor den Toren der Stadt gelegenen Ortsteil „Rosenmühle“ in der heutigen Werner-von-Siemens-Straße in der kreisfreien Stadt Würzburg im bayerischen Regierungsbezirk Unterfranken. Ein weiterer jüdischer Friedhof ist der heute im Stadtgebiet liegende Jüdische Friedhof Heidingsfeld im Stadtbezirk Heidingsfeld.

## Geschichte

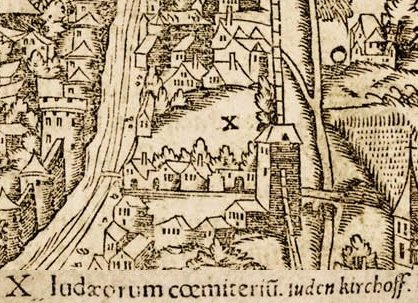
Der ab 1147 angelegte mittelalterliche jüdische Friedhof (X) in Würzburg. Ausschnitt aus der um 1550 angefertigten Stadtansicht von Sebastian Münster.

Bereits im 12. Jahrhundert, zur Zeit der ersten Juden in Würzburg, lag an der heutigen Blasiusgasse (im 14. Jahrhundert noch Schleifergasse genannt) im Bereich des heutigen östlichen Teil des Marktplatzes ein jüdischer Friedhof („Judenkirchhöflein“). Vermutlich wegen dessen Vollbelegung erwarben Efrajiim bar Jaaqov Rabbi Chiskija und seine Frau Edit 1147 im Viertel Innere Pleich ein Grundstück, auf dem ein neuer Friedhof angelegt wurde.
Im Jahr 1576 jedoch ließ Fürstbischof Julius Echter von Mespelbrunn trotz jüdischer und kaiserlicher Proteste auf dem Standort des Pleicher Friedhofs das Juliusspital errichten, nachdem bereits vorher im 13. und 14. Jahrhundert die Steine des Friedhofs für städtische Bauwerke verwendet worden waren. 1504 Grabsteine und Grabsteinfragmente wurden 1987 beim Abriss der seit 1803 säkularisierten Kirche eines ehemaligen St.-Markus-Klosters in der Pleich geborgen.
In den Jahrzehnten vor der Errichtung des jetzigen Würzburger Friedhofs wurden Würzburger Juden auf den Friedhöfen in Heidingsfeld und Höchberg bestattet. Die Einweihung des Würzburger Friedhofs fand nach dreijähriger Bauzeit am 4. Juli 1882 statt. Die erste Bestattung war 1882 die der dreijährigen Amalie Bechhofer.
Während des Zweiten Weltkrieges beschlagnahmte die Stadt das Friedhofshaus mit der Leichenhalle, dem Taharahaus, der Wohnung des Friedhofswärters sowie mehreren Aufenthaltsräumen. Der Friedhof selbst wurde von einem Gemüsegärtner beaufsichtigt. Neben dem Ehrenhain für die Gefallenen des Ersten Weltkrieges wurde am 11. November 1945 ein Denkmal für die durch die NS-Diktatur umgekommenen Juden eingeweiht.

## Lage und Charakterisierung
Der Friedhof befindet sich im Würzburger Stadtbezirk Grombühl an der B8, unweit der Gemarkungsgrenze zum 1978 eingemeindeten Lengfeld.
Neben den im Jahre 1900 genehmigten Urnenbestattungen widersprechen einige monumental angelegte Grabdenkmäler den jüdischen Bestattungsriten. Unter den letzteren fällt an der nördlichen Mauer des Friedhofs das Mausoleum der Familie von Hirsch auf Gereuth auf. Deren Mitglied Jakob von Hirsch wurde am 13. August 1818 vom bayerischen König Maximilian I. Joseph in den Adelsstand erhoben, konvertierte jedoch im Gegensatz zu anderen geadelten Juden nicht zum Christentum, sondern blieb jüdisch.